# Ordinul paulin
Ordinul paulin (în latină Ordo Sancti Pauli Primi Eremitae) este un ordin călugăresc catolic înființat în Regatul Ungariei în secolul al XIII-lea. Deviza ordinului este Solus cum Deo solo („Singur cu singurul Dumnezeu“). Sfântul patron al ordinului este Sf. Paul din Teba (Pavel Tebeul, sec. III-IV), sărbătorit pe data de 15 ianuarie.

## Mănăstiri

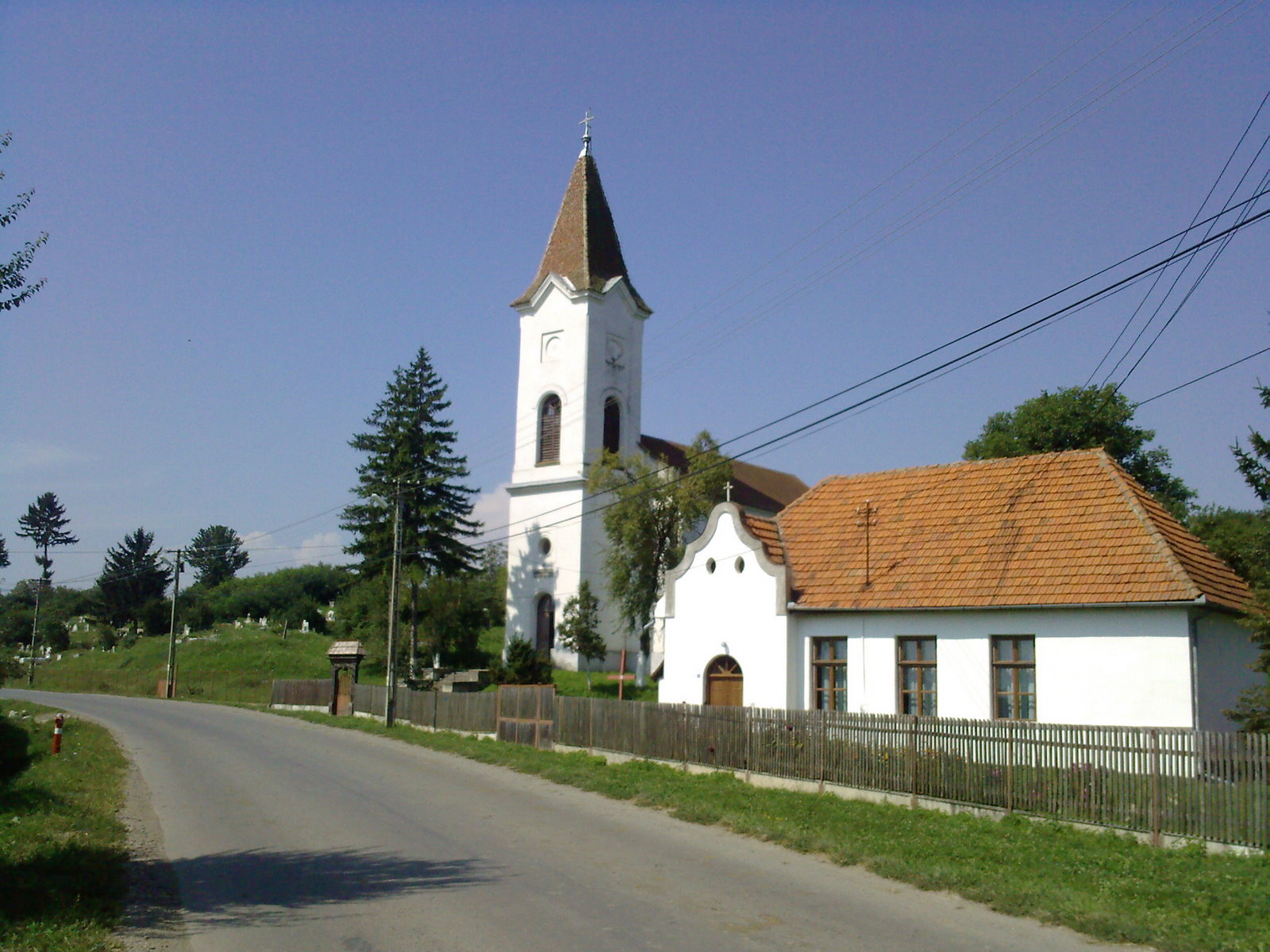
Fosta mănăstire paulină din Ilieni

- Mănăstirea paulină din Budaszentlőrinc⁠(hu)[traduceți], sec. al XIII-lea (în prezent ruine)
- Jasna Góra
- Mănăstirea paulină din Cladova, comuna Păuliș, Arad, sec. al XIV-lea (monument istoric sub cod LMI AR-I-m-A-00432.02, ruine)
- Mănăstirea de la Sâncraiu de Mureș, sec. al XIV-lea[1]
- Mănăstirea din Teiuș (1703-1786) (în prezent biserică parohială romano-catolică)
- Ilieni, Covasna, sec. al XVIII-lea (în prezent biserică parohială romano-catolică)[2]

## Personalități
- Gheorghe Martinuzzi (1482-1551), cardinal, guvernator al Transilvaniei (1541-1551)
- Augustin Benkovich (1632-1702), episcop de Oradea Mare

## Legături externe
- Life of St. Paul the First Hermit Arhivat în 30 septembrie 2012, la Wayback Machine.
- The Pauline Fathers in Australia
- The Pauline Fathers in Hungary
- The Pauline Fathers in Poland
- The Pauline Fathers in the United States